# Charles-Gabriel Potier
Charles-Gabriel Potier (París, 23 d'octubre de 1774 - idm. 20 de maig de 1838) fou un actor francès, era pare del prolífic compositor Henri Hippolyte Potier i, per tant, fou sogre de la soprano Marie Ambroisine Minette de Cussy.
Va adquirir gran reputació representant papers de graciós en els teatres de Varietats i de la Porte Saint-Martin. La seva veu era dèbil, però la finesa amb què representava, el van fer un dels actors favorits del públic parisenc.